# Liste der Kulturdenkmale in Gerbstedt
In der Liste der Kulturdenkmale in Gerbstedt sind alle  Kulturdenkmale der Gemeinde Gerbstedt und ihrer Ortsteile aufgelistet. Grundlage ist das Denkmalverzeichnis des Landes Sachsen-Anhalt, das auf Basis des Denkmalschutzgesetzes des Landes Sachsen-Anhalt vom 21. Oktober 1991 durch das Landesamt für Denkmalpflege und Archäologie Sachsen-Anhalt erstellt und seither laufend ergänzt wurde (Stand: 31. Dezember 2024).

## Kulturdenkmale nach Ortsteilen

### Gerbstedt, Halle (Saale), Hettstedt, Lutherstadt Eisleben, Salzatal
| Lage                                                                              | Bezeichnung     | Beschreibung                | Erfassungs- nummer | Ausweisungsart | Bild           |
| --------------------------------------------------------------------------------- | --------------- | --------------------------- | ------------------ | -------------- | -------------- |
| Stadt Halle (Saale), Salzatal, Lutherstadt Eisleben, Gerbstedt, Hettstedt (Karte) | Eisenbahnanlage | Halle-Hettstedter Eisenbahn | 107 40096          | Baudenkmal     | Weitere Bilder |

### Gerbstedt
| Lage | Bezeichnung            | Beschreibung                                                             | Erfassungs- nummer | Ausweisungsart               | Bild                                                                                                   |
| --- | ---------------------- | ------------------------------------------------------------------------ | ------------------ | ---------------------------- | --- |
| Stadt Halle (Saale), Salzatal, Lutherstadt Eisleben, Gerbstedt, Hettstedt (Karte) | Eisenbahnanlage        | Bahnstrecke Halle Klaustor–Hettstedt                                     | 107 40096          | Denkmalbereich               | Weitere Bilder                                                                                         |
| Am Bahnhof 21 | Bahnhof                | Bahnhof Teilobjekt des Baudenkmals Bahnstrecke Halle Klaustor–Hettstedt. | 107 40096 013      | Teilobjekt eines Baudenkmals | |
| südliches Stadtgebiet | Damm                   | Damm Teilobjekt des Baudenkmals Bahnstrecke Halle Klaustor–Hettstedt.    | 107 40096 014      | Teilobjekt eines Baudenkmals | |
| Südwestlich von Gerbstedt (Karte) | Gedenkstein            | Menhir von Gerbstedt                                                     | 094 65764          | Kleindenkmal                 | Weitere Bilder                                                                                         |
| Südwestlich von Gerbstedt | Haldenlandschaft       | Halde Glückhilf-Schächte                                                 | 107 40033          | Baudenkmal                   | |
| Zwischen Hettstedt, Welfesholz und Gerbstedt (Karte) | Haldenlandschaft       |                                                                          | 107 40040          | Baudenkmal                   | Haldenlandschaft                                                                                       |
| Außerhalb von Gerbstedt (Karte) | Haldenlandschaft       | Lichtlochhaldenzug Zabenstedter Stollen                                  | 107 40050          | Baudenkmal                   | BW |
| Westlich von Gerbstedt (Karte) | Haldenlandschaft       | Lichtlochhaldenzug Johann-Friedrich-Stollen                              | 107 40053          | Baudenkmal                   | BW |
| Östlich der Altstadt | Haldenlandschaft       | Lichtlochhalde des Tiefthaler Stollens                                   | 107 40055          | Baudenkmal                   | |
| Östlich und westlich des Ortes (Karte) | Haldenlandschaft       | Lichtlochhaldenzug Schlüssel-Stollen                                     | 107 40079          | Baudenkmal                   | BW |
| Mindestens den Bereich innerhalb der Straßen Klosterplatz, Klosterstraße, Schulstraße, Schulplatz, Bahnhofstraße 2(?), Markt 11 umfassend (Karte) | Kloster                | Kloster Sankt Johannes Baptista                                          | 094 65800          | Denkmalbereich               | Kloster                                                                                                |
| Westlich des Schloßparks Gerbstedt (Karte) | Wasserwerk             |                                                                          | 094 65765          | Baudenkmal                   | BW |
| Bahnhofstraße (Karte) | Damm                   | Damm                                                                     | 094 65767          | Baudenkmal                   | Damm                                                                                                   |
| Bahnhofstraße 19 (Karte) | Wohnhaus               | Wohnhaus                                                                 | 094 65769          | Baudenkmal                   | BW |
| Berger Straße Oberes Tiefthaler Revier | Bergbauanlage          |                                                                          | 094 65770          | Baudenkmal                   | |
| Bäckergasse, Badergasse, Bahnhofstraße, Freie Straße, Friedrichstraße, Gartenstraße, Gerbergasse, Hettstedter Straße, Hohe Straße, Hospitalstraße, Kaplanstraße, Karl-Liebknecht-Straße, Kloppanstraße, Klosterplatz, Klosterstraße, Luisenstraße, Lutherstraße, Mansfelder Straße, Markt, Martengasse, Neustadt-Straße, Ottostraße, Rosa-Luxemburg-Platz, Rudolf-Breitscheid-Straße, Schillerplatz, Schulplatz, Schulstraße, Schützenplatz, Schützenstraße, Stadtgraben, Straße des Bergmanns, Valentin-Haussmann-Straße Wasserweg (Karte) | Altstadt               |                                                                          | 094 65766          | Denkmalbereich               | Altstadt                                                                                               |
| Freie Straße Zwischen Nr. 53 und Nr. 61 (Karte) | Mauer                  |                                                                          | 094 65778          | Baudenkmal                   | [[Vorlage:Bilderwunsch/code!/C:51.631299,11.631206!/D:Freie Straße Zwischen Nr. 53 und Nr. 61,!/\|BW]] |
| Freie Straße Neben Nr. 73 (Karte) | Transformatorenstation |                                                                          | 094 65779          | Baudenkmal                   | [[Vorlage:Bilderwunsch/code!/C:51.630597,11.631525!/D:Freie Straße Neben Nr. 73,!/\|BW]]               |
| Freie Straße 2 (Karte) | Kirche                 | Herz Jesu                                                                | 094 65771          | Baudenkmal                   | Kirche                                                                                                 |
| Freie Straße 6 (Karte) | Wohnhaus               |                                                                          | 094 65772          | Baudenkmal                   | BW |
| Freie Straße 9 (Karte) | Wohnhaus               |                                                                          | 094 65773          | Baudenkmal                   | BW |
| Freie Straße 21 (Karte) | Wohnhaus               |                                                                          | 094 65774          | Baudenkmal                   | BW |
| Freie Straße 30 (Karte) | Ackerbürgerhof         |                                                                          | 094 65775          | Baudenkmal                   | BW |
| Freie Straße 37 (Karte) | Wohnhaus               |                                                                          | 094 65776          | Baudenkmal                   | BW |
| Freie Straße 39 (Karte) | Ackerbürgerhaus        |                                                                          | 094 65777          | Baudenkmal                   | BW |
| Freie Straße 85 (Karte) | Wohnhaus               |                                                                          | 094 65780          | Baudenkmal                   | BW |
| Gerbergasse 2 (Karte) | Wohnhaus               |                                                                          | 094 65782          | Baudenkmal                   | BW |
| Geschwister-Scholl-Weg 1 | Bergbauanlage          | Lichtloch 20 Z des Zabenstedter Stollens                                 | 094 65783          | Baudenkmal                   | |
| Gottesackerweg Südöstlich von Gerbstedt (Karte) | Friedhof               |                                                                          | 094 65784          | Baudenkmal                   | [[Vorlage:Bilderwunsch/code!/C:51.629233,11.640401!/D:Gottesackerweg Südöstlich von Gerbstedt,!/\|BW]] |
| Gottesackerweg 30 (Karte) | Villa                  | Köhlersche Villa                                                         | 094 65785          | Baudenkmal                   | BW |
| Hettstedter Straße 2 (Karte) | Ackerbürgerhaus        | Mühle Sauer                                                              | 094 65786          | Baudenkmal                   | BW |
| Hettstedter Straße 5 (Karte) | Wohnhaus               |                                                                          | 094 65787          | Baudenkmal                   | BW |
| Hettstedter Straße 7 (Karte) | Wohnhaus               |                                                                          | 094 65788          | Baudenkmal                   | BW |
| Hohe Straße 1 (Karte) | Wohnhaus               |                                                                          | 094 65790          | Baudenkmal                   | BW |
| Hohe Straße 4 (Karte) | Ackerbürgerhaus        |                                                                          | 094 65791          | Baudenkmal                   | BW |
| Hohe Straße 10 (Karte) | Ackerbürgerhof         |                                                                          | 094 65792          | Baudenkmal                   | BW |
| Hohe Straße 15 (Karte) | Schmiede               |                                                                          | 094 65793          | Baudenkmal                   | BW |
| Kaplanstraße 8 (Karte) | Ackerbürgerhof         |                                                                          | 094 65794          | Baudenkmal                   | BW |
| Kaplanstraße 15 (Karte) | Wohnhaus               |                                                                          | 094 65795          | Baudenkmal                   | BW |
| Karl-Liebknecht-Straße (Karte) | Rittergut Gerbstedt    | Steubehof, von Steubenscher Hof, ehemaliges Rittergut                    | 094 65796          | Baudenkmal                   | Rittergut Gerbstedt                                                                                    |
| Karl-Liebknecht-Straße 11a (Karte) | Wohnhaus               |                                                                          | 094 65797          | Baudenkmal                   | BW |
| Kloppanstraße 12 (Karte) | Ackerbürgerhaus        |                                                                          | 094 65798          | Baudenkmal                   | BW |
| Klosterplatz 7 (Karte) | Schmiede               |                                                                          | 094 65799          | Baudenkmal                   | BW |
| Klosterplatz 12 bis 16 (Karte) | Wohnhaus               | Wohnhaus der Nonnen                                                      | 094 65828          | Baudenkmal                   | BW |
| Luisenstraße 14 (Karte) | Gedenkstein            | Pfaffenkreuz, Pfaffenstein, Feldpredigerstein                            | 094 65801          | Kleindenkmal                 | BW |
| Lutherstraße 1 (Karte) | Ausspanne              |                                                                          | 094 65803          | Baudenkmal                   | BW |
| Markt 1 (Karte) | Rathaus                |                                                                          | 094 65804          | Baudenkmal                   | Weitere Bilder                                                                                         |
| Markt 1 (Karte) | Wohnhaus               |                                                                          | 094 65805          | Baudenkmal                   | BW |
| Markt 5 (Karte) | Keller                 |                                                                          | 094 65806          | Baudenkmal                   | BW |
| Markt 11 (Karte) | Gasthof                | Ehemaliger Gasthof Goldener Ring, heute Bürgerhaus und Museum            | 094 65807          | Baudenkmal                   | Gasthof                                                                                                |
| Markt 12 (Karte) | Kirche                 | Stadtkirche Sankt Johannes Baptist (ursprünglich Sankt Stephan)          | 094 65808          | Baudenkmal                   | Weitere Bilder                                                                                         |
| Nebel 13 (Karte) | Schäferei              |                                                                          | 094 65809          | Baudenkmal                   | BW |
| Neustadt-Straße (Karte) | Mauer                  |                                                                          | 094 65810          | Baudenkmal                   | BW |
| Ottostraße 11 (Karte) | Dampfmühle Zeumer      | Mühle, 2019 als Denkmal ausgewiesen.                                     | 107 60018          | Baudenkmal                   | Dampfmühle Zeumer                                                                                      |
| Ottostraße 15 (Karte) | Wohnhaus               |                                                                          | 094 65811          | Baudenkmal                   | BW |
| Ottostraße 30 (Karte) | Wohnhaus               |                                                                          | 094 65812          | Baudenkmal                   | BW |
| Ottostraße 32 (Karte) | Wohnhaus               |                                                                          | 094 65813          | Baudenkmal                   | BW |
| Parkweg 1 (Karte) | Gutshaus               | Schloß                                                                   | 094 65642          | Baudenkmal                   | Weitere Bilder                                                                                         |
| Rosa-Luxemburg-Platz 1 (Karte) | Wohnhaus               |                                                                          | 094 65814          | Baudenkmal                   | BW |
| Schillerplatz 1 (Karte) | Pfarrhof               |                                                                          | 094 65815          | Baudenkmal                   | BW |
| Schillerplatz 2 (Karte) | Ackerbürgerhof         |                                                                          | 094 65816          | Baudenkmal                   | BW |
| Schulstraße 7 (Karte) | Glockenturm            |                                                                          | 094 65822          | Baudenkmal                   | BW |
| Schulstraße 7 (Karte) | Schule                 |                                                                          | 094 65819          | Baudenkmal                   | BW |
| Schulstraße 7 (Karte) | Schule                 |                                                                          | 094 65820          | Baudenkmal                   | BW |
| Schulstraße 7 (Karte) | Schule                 |                                                                          | 094 65821          | Baudenkmal                   | BW |
| Schützenstraße 1 (Karte) | Ackerbürgerhof         |                                                                          | 094 65818          | Baudenkmal                   | BW |
| Seitenbeutel 2 | Remise                 |                                                                          | 094 65823          | Baudenkmal                   | |
| Seitenbeutel 4 | Ackerbürgerhof         |                                                                          | 094 65824          | Baudenkmal                   | |
| Stadtgraben 5 (Karte) | Wohnhaus               |                                                                          | 094 65825          | Baudenkmal                   | BW |
| Zabenstedter Straße 40 (Karte) | Villa                  |                                                                          | 094 65826          | Baudenkmal                   | BW |
| Zabenstedter Straße 44 (Karte) | Wohnhaus               |                                                                          | 094 65827          | Baudenkmal                   | BW |

### Adendorf
| Lage                         | Bezeichnung         | Beschreibung | Erfassungs- nummer | Ausweisungsart | Bild                |
| ---------------------------- | ------------------- | --- | ------------------ | -------------- | ------------------- |
| Lindenweg 1, 2, 3, 4 (Karte) | Rittergut           | Gutshof Endlich | 094 65762          | Baudenkmal     | Rittergut           |
| Rosenweg (Karte)             | Kirche Sankt Moritz | Das Bauwerk wurde 1849 aus Bruch- und Ziegelsteinen errichtet. Die neuromanische Saalkirche besitzt eine eingezogene halbrunde Apsis und einen im Obergeschoss achteckigen Westturm. | 094 65763          | Baudenkmal     | Kirche Sankt Moritz |

### Augsdorf
| Lage | Bezeichnung      | Beschreibung                                                      | Erfassungs- nummer | Ausweisungsart | Bild             |
| --- | ---------------- | ----------------------------------------------------------------- | ------------------ | -------------- | ---------------- |
| Außerhalb der Ortslage Augsdorf Flur 3, Flurstück 93 Heiligenthal Flur 10, Flurstück 41 (Karte) | Haldenlandschaft | Es ist die Halde des Otto-Brosowski-Schacht, früher Paul-Schacht. | 107 40021          | Baudenkmal     | Haldenlandschaft |
| Auf einer Anhöhe westlich über dem alten Ort (Karte) | Kirche           | Die Kirche Sankt Johannis wurde 1858/1859 erbaut.                 | 094 65351          | Baudenkmal     | Kirche           |
| Östlich Augsdorf, Weg zum Otto-Brosowski-Schacht, ca. 300 m hinter den letzten Häusern des Ortes entfernt zwischen Rößberg und Hirtenberg, an der Innenseite eines Wegeknicks, nördlich des Abzweigs nach Augsdorf an der L (Karte) | Kreuzstein       |                                                                   | 094 08093          | Kleindenkmal   | Kreuzstein       |
| An der L 154 Siersleben-Helmsdorf, Abzweig Augsdorf (Karte) | Wegweiser        |                                                                   | 094 65400          | Kleindenkmal   | Wegweiser        |
| Westlich des Ortes an der Straße nach Siersleben (Karte) | Wegweiser        |                                                                   | 094 65417          | Kleindenkmal   | Wegweiser        |
| Alte Dorfstraße 9, 10, 11, 12, 13, 15, 27 (Karte) | Straßenzug       |                                                                   | 094 65352          | Denkmalbereich | Straßenzug       |

### Bösenburg
| Lage                                                                               | Bezeichnung | Beschreibung | Erfassungs- nummer | Ausweisungsart | Bild           |
| ---------------------------------------------------------------------------------- | ----------- | --- | ------------------ | -------------- | -------------- |
| Plateau über dem im Tal gelegenen Dorf (Karte)                                     | Kirche      | Kirche Die Kirche Sankt Michael ist mit dem Kirchhof denkmalgeschützt. Sie befindet sich auf einem Plateau östlich der Dorfmitte. Hier stand im Mittelalter eine Höhenburg. Es ist eine romanische Feldsteinkirche mit einem Westturm im Westen und einem spätgotischen, dreiseitigem Ostschluss. Im Osten der Kirche ist eine Sakristei angebaut worden. Im Inneren befindet sich eine Taufe aus dem Jahr 1704. Auf dem Kirchhof befinden sich mehrere barocke Grabsteine. | 094 65438          | Baudenkmal     | Weitere Bilder |
| Im Berg westlich der einstigen Burg bzw. heutigen Kirche (Karte)                   | Steinbruch  | Die Bösenburger Sandsteinbrüche befinden sich westlich der Kirche. Hier wurde der Bösenburger Buntsandstein abgebaut, dieser hatte regionale Bedeutung. Die alten Gewölbe sind eingestürzt, trotzdem ist das ein wichtiges Baudenkmal als Beleg für die regionale Montangeschichte. | 094 65460          | Baudenkmal     | BW             |
| Steinmetzstraße                                                                    | Brücke      | Brücke Im Jahr 2023 in das Denkmalverzeichnis eingetragen. | 094 18899          | Baudenkmal     |                |
| Steinmetzstraße                                                                    | Brücke      | Brücke Im Jahr 2023 in das Denkmalverzeichnis eingetragen. | 094 18896          | Baudenkmal     |                |
| Steinmetzstraße 4 (Karte)                                                          | Bauernhof   | Der Bauernhof als Baudenkmal besteht aus einem kleinen, eingeschossigen Wohnhaus mit Satteldach und zwei Nebengebäuden. Das Kleinbauerngehöft wurde im 18. Jahrhundert erbaut. | 094 65437          | Baudenkmal     | BW             |
| Steinmetzstraße 18 (Karte)                                                         | Bauernhof   | Hof Lehmann, heute Eichenhof | 094 65439          | Baudenkmal     | BW             |
| Steinmetzstraße 21                                                                 | Schmiede    | Schmiede Im Jahr 2023 in das Denkmalverzeichnis eingetragen. | 094 18901          | Baudenkmal     |                |
| Steinmetzstraße 25, Am Fleischbach, nördlicher Ortsausgang Richtung Freist (Karte) | Mühlenhof   | Endlichsche Mühle | 094 08077          | Baudenkmal     | Mühlenhof      |

### Elben
| Lage                                                      | Bezeichnung | Beschreibung | Erfassungs- nummer | Ausweisungsart | Bild           |
| --------------------------------------------------------- | ----------- | --- | ------------------ | -------------- | -------------- |
| ca. 100 m vor dem südwestlichen Ortsrand                  | Brücke      | | 094 65739          | Baudenkmal     |                |
| Bösenburger Straße (Karte)                                | Kirche      | Der Saalbau aus Feldsteinen stammt aus der Zeit um 1500. Im Kirchenschiff befindet sich eine flache Balkendecke sowie barocke Emporen an den Seitenwänden. Der Westturm des Bauwerks ist im Kern romanisch. | 094 65735          | Baudenkmal     | Weitere Bilder |
| Bösenburger Straße zwischen Nr. 6 und Nr. 8 (Karte)       | Taufstein   | | 094 65736          | Baudenkmal     | Taufstein      |
| Dorfstraße 13 (Karte)                                     | Gutshof     | Eulenbergscher Hof | 094 65738          | Baudenkmal     | Gutshof        |
| Dorfstraße 13 vor dem Kellerzugang des Gutshauses (Karte) | Bauernstein | | 094 65737          | Kleindenkmal   | BW             |
| x 7 (Karte)                                               | Mühlenhof   | | 094 65740          | Baudenkmal     | Mühlenhof      |

### Freist
| Lage                   | Bezeichnung | Beschreibung | Erfassungs- nummer | Ausweisungsart | Bild           |
| ---------------------- | ----------- | --- | ------------------ | -------------- | -------------- |
| Hauptstraße (Karte)    | Kirche      | Die evangelische Heilig Geist Kirche wurde aus Bruchsteinen mit einem eingezogenen Rechteckchor und einem quadratischen Westturm errichtet. Im Innern befinden sich verputzte Flachdecken, welche im Chor mit Ornamenten bemalt sind. Die schlichte Ausstattung der Kirche stammt aus dem Ende des 19. Jahrhunderts.                                             | 094 65733          | Baudenkmal     | Weitere Bilder |
| Hauptstraße 27 (Karte) | Pfarrhof    | Das ehemalige Pfarrhaus ist ein zweigeschossiger, fünfachsiger Barockbau mit Krüppelwalmdach. Im Innern befindet sich ein klassizistisches Treppenhaus sowie barocke Türen, ein Rokokokamin und ein tonnengewölbter Keller. Das neben dem Pfarrhaus befindliche Pfarrwitwenhaus ist ein eingeschossiger Fachwerkbau auf einem Feldsteinsockel aus dem Jahr 1520. | 094 65734          | Baudenkmal     | Pfarrhof       |

### Friedeburg (Saale)
| Lage                                                                   | Bezeichnung      | Beschreibung                         | Erfassungs- nummer | Ausweisungsart | Bild           |
| ---------------------------------------------------------------------- | ---------------- | ------------------------------------ | ------------------ | -------------- | -------------- |
| Südwestlich des Ortes (Karte)                                          | Haldenlandschaft | Lichtlochhaldenzug Schlüssel-Stollen | 107 40081          | Baudenkmal     | BW             |
| Ortsbeherrschend über dem Saaletal, 51°37'18.0 "N 11°44'35.0"E (Karte) | Schloss          | Schloss Friedeburg, Burg Friedeburg  | 094 65745          | Baudenkmal     | Weitere Bilder |
| bei der Neumühle, an der Schlenze (Karte)                              | Mundloch         | Mundloch Schlüsselstollen            | 107 40072          | Baudenkmal     | BW             |
| Burgstraße (alt: Bergstraße) 6 (Karte)                                 | Pfarrhof         |                                      | 094 65746          | Baudenkmal     | Pfarrhof       |
| Gerbstedter Landstraße neben Nr. 18 (Karte)                            | Brücke           |                                      | 094 65750          | Baudenkmal     | Brücke         |
| Gerbstedter Landstraße neben Nr. 38, Brücke über den Mühlgraben(?)     | Brücke           |                                      | 094 65751          | Baudenkmal     |                |
| Gerbstedter Landstraße (Karte)                                         | Kirche           | St. Bonifatius                       | 094 65752          | Baudenkmal     | Weitere Bilder |
| Gerbstedter Landstraße 6 (Karte)                                       | Vorwerk          |                                      | 094 65748          | Baudenkmal     | BW             |
| Gerbstedter Landstraße 2, 4, Am Markt 1, 2, 3, 4, 5, 6, 7 (Karte)      | Ortskern         |                                      | 094 65747          | Denkmalbereich | Ortskern       |
| Gerbstedter Landstraße 29 (Karte)                                      | Wohnhaus         |                                      | 094 65749          | Baudenkmal     | Wohnhaus       |
| Am Markt (alt: Markt) 2 (Karte)                                        | Wohnhaus         |                                      | 094 65753          | Baudenkmal     | BW             |
| Am Markt (alt: Markt) 3 / Rothenburger Straße 1 (Karte)                | Bauernhof        |                                      | 094 65754          | Baudenkmal     | Bauernhof      |
| Neue Siedlung 10 (Karte)                                               | Mühlenhof        | Neumühle                             | 094 65755          | Baudenkmal     | BW             |
| Saaleanger 3 (Karte)                                                   | Torscheune       |                                      | 094 65756          | Baudenkmal     | BW             |

### Friedeburgerhütte
| Lage                                     | Bezeichnung      | Beschreibung                                                                                            | Erfassungs- nummer | Ausweisungsart | Bild     |
| ---------------------------------------- | ---------------- | --- | ------------------ | -------------- | -------- |
| Ortsausgang Richtung Ihlewitz            | Distanzstein     | | 094 65758          | Kleindenkmal   |          |
| Rund um Friedeburgerhütte                | Haldenlandschaft | | 107 40041          | Baudenkmal     |          |
| Rund um Friedeburgerhütte                | Haldenlandschaft | Lichtlochhaldenzüge Katzenthaler Stollen, Langethaler Stollen, Straußhofer Stollen, Reinsdorfer Stollen | 107 40056          | Baudenkmal     |          |
| Östlich, nördlich und westlich des Ortes | Haldenlandschaft | Lichtlochhaldenzug Schlüssel-Stollen                                                                    | 107 40080          | Baudenkmal     |          |
| Westlich der Schule (Karte)              | Speicher         | Kornflaschen                                                                                            | 094 65760          | Baudenkmal     | Speicher |
| Straße des Bergmanns 9 (Karte)           | Wohnhaus         | | 094 65757          | Baudenkmal     | BW       |

### Heiligenthal
| Lage | Bezeichnung                  | Beschreibung | Erfassungs- nummer | Ausweisungsart               | Bild           |
| --- | ---------------------------- | --- | ------------------ | ---------------------------- | -------------- |
| L 151, Helmsdorf | Damm                         | Damm | 107 40096 012      | Teilobjekt eines Baudenkmals |                |
| Bösenburger Straße 1, 2, 2a Kirche Schulweg 1, 2 (Karte)                                                                                   | Ortskern                     | Ortskern | 094 65854          | Denkmalbereich               | Ortskern       |
| Außerhalb der Ortslage Augsdorf Flur 3, Flurstück 93, Heiligenthal Flur 10, Flurstück 41 (Karte)                                           | Haldenlandschaft             | Halde Brosowski-Schacht | 107 40022          | Baudenkmal                   | Weitere Bilder |
| Am Bach 6 (Karte) | Wirtschaftsgebäude Am Bach 6 | eingeschossiger, ehemaliger Wirtschaftsbau aus der Zeit um 1800, repräsentativ gestaltete ovale Fenster in profilierter Rahmung. Im amtlichen Denkmalverzeichnis nicht enthalten (Stand 2015), im Dehio jedoch als Kulturdenkmal geführt. |                    | Baudenkmal                   | BW             |
| Am Bach 9 (Karte) | Pfarrhof                     | Pfarrhaus am Teiche | 094 65853          | Baudenkmal                   | BW             |
| Bösenburger Straße (Karte) | Brücke                       | Brücke | 094 65858          | Baudenkmal                   | Brücke         |
| Bösenburger Straße Entlang der Bösenburger Straße, im rechten Winkel nach Westen unterhalb des Hanges, weiter im Tal parallel zur Schlenze | Einfriedung                  | | 094 65855          | Baudenkmal                   |                |
| Bösenburger Straße 1, 2, 2a (Karte) | Sedelhof                     | ehemaliges Rittergut, erste urkundliche Erwähnung 1311 | 094 65856          | Baudenkmal                   | Sedelhof       |
| Bösenburger Straße 12 (Karte) | Toranlage                    | | 094 65857          | Baudenkmal                   | BW             |
| Dorfplatz 5 (Karte) | Bauernhof                    | Bauernhof | 094 65859          | Baudenkmal                   | Bauernhof      |
| Schmaler Weg 1 (Karte) | Bauernhof                    | | 094 65860          | Baudenkmal                   | BW             |
| Schulweg (Karte) | Sankt-Andreas-Kirche         | romanische Sankt-Andreas-Kirche | 094 65861          | Baudenkmal                   | Weitere Bilder |
| Schulweg 1 (Karte) | Pfarrhaus                    | | 094 65862          | Baudenkmal                   | BW             |
| Schulweg 2 (Karte) | Pfarrhaus                    | | 094 65863          | Baudenkmal                   | Pfarrhaus      |
| Zum Hölzchen 9 (Karte) | Mühlenhof                    | | 094 65864          | Baudenkmal                   | BW             |

### Helmsdorf
| Lage | Bezeichnung          | Beschreibung        | Erfassungs- nummer | Ausweisungsart               | Bild                 |
| --- | -------------------- | ------------------- | ------------------ | ---------------------------- | -------------------- |
| Helmsdorf, in der Schlenzeniederung, Schloss und Park beidseitig am Hang (Karte)                                        | Schloss Heiligenthal | Rittergut           | 094 65866          | Baudenkmal                   | Schloss Heiligenthal |
| Helmsdorf, in der Schlenzeniederung, Schloss und                                                                        | Herrenhaus           | Herrenhaus          | 094 65866 001      | Teilobjekt eines Baudenkmals |                      |
| Am Park Helmsdorf | Distanzstein         |                     | 094 65869          | Kleindenkmal                 |                      |
| Am Park 1 Helmsdorf (Karte)                                                                                             | Verwaltungsgebäude   | Karussellhaus       | 094 65868          | Baudenkmal                   | BW                   |
| Am Park 2 Helmsdorf (Karte)                                                                                             | Bauernhof            | Grüner Hof          | 094 65867          | Baudenkmal                   | BW                   |
| Am Park 5 Helmsdorf (Karte)                                                                                             | Forsthof             | Jägerhof            | 094 65870          | Baudenkmal                   | BW                   |
| Helmsdorfer Straße Helmsdorf (Karte)                                                                                    | Gestüt               | Krosigksches Gestüt | 094 65872          | Baudenkmal                   | BW                   |
| Pollebener Straße 1, Helmsdorf, nordwestlich der Ortslage; Gemarkung Heiligenthal, Flur 13, Flurstück 81 (Nebengebäude) | Empfangsgebäude      | Empfangsgebäude     | 107 40096 011      | Teilobjekt eines Baudenkmals |                      |
| Pollebener Straße 6 Helmsdorf (Karte)                                                                                   | Wirtschaftshof       | Wirtschaftsgebäude  | 094 65871          | Baudenkmal                   | BW                   |

### Hübitz
| Lage | Bezeichnung      | Beschreibung           | Erfassungs- nummer | Ausweisungsart | Bild           |
| --- | ---------------- | ---------------------- | ------------------ | -------------- | -------------- |
| Gemarkung Hübitz Flur 4, Flurstücke 30/7 und 31, Flur 3, Flurstücke 33/10 und 13 (Karte)                                                         | Haldenlandschaft | Halde Thälmann-Schacht | 107 40003          | Baudenkmal     | Weitere Bilder |
| Breite Straße In einer gartenähnlichen Grünanlage auf der südlichen Straßenseite, durch Hecke und Gartentor von der Straße abgeschlossen (Karte) | Kriegerdenkmal   |                        | 094 13768          | Baudenkmal     | Kriegerdenkmal |
| Friedensstraße 7 (Karte) | Gutshof          |                        | 094 75565          | Baudenkmal     | Gutshof        |
| Kirschstraße Am Ortsrand, Kirschstraße/Ecke Verbindungsstraße (Karte)                                                                            | Kirche           |                        | 094 75563          | Baudenkmal     | Weitere Bilder |
| Straße der Frohen Zukunft An der Straße der Frohen Zukunft 6 (Karte)                                                                             | Pumpe            |                        | 094 75564          | Baudenkmal     | Pumpe          |

### Ihlewitz
| Lage                         | Bezeichnung | Beschreibung    | Erfassungs- nummer | Ausweisungsart | Bild           |
| ---------------------------- | ----------- | --------------- | ------------------ | -------------- | -------------- |
| Südlicher Ortsrand (Karte)   | Kirche      | Sankt Stephanus | 094 65888          | Baudenkmal     | Weitere Bilder |
| Bellebener Straße 9 (Karte)  | Scheune     |                 | 094 65887          | Baudenkmal     | BW             |
| Bellebener Straße 11 (Karte) | Wohnhaus    |                 | 094 65886          | Baudenkmal     | BW             |

### Lochwitz
| Lage                                             | Bezeichnung | Beschreibung     | Erfassungs- nummer | Ausweisungsart | Bild           |
| ------------------------------------------------ | ----------- | ---------------- | ------------------ | -------------- | -------------- |
| Lochwitz, auf einem Hügel im Schlenzetal (Karte) | Kirche      | Sankt Pankratius | 094 65873          | Baudenkmal     | Weitere Bilder |
| Dorfplatz 5 Lochwitz (Karte)                     | Wohnhaus    |                  | 094 65874          | Baudenkmal     | BW             |
| Weidengrund 7 Lochwitz (Karte)                   | Bauernhaus  |                  | 094 65875          | Baudenkmal     | BW             |
| Weidengrund 8 Lochwitz (Karte)                   | Bauernhof   |                  | 094 65876          | Baudenkmal     | BW             |

### Pfeiffhausen
| Lage                                                                 | Bezeichnung | Beschreibung | Erfassungs- nummer | Ausweisungsart | Bild |
| -------------------------------------------------------------------- | ----------- | ------------ | ------------------ | -------------- | --- |
| Friedeburger Straße 5 (Karte)                                        | Scheune     |              | 094 65889          | Baudenkmal     | BW |
| Friedeburger Straße 9 (Karte)                                        | Bauernhof   |              | 094 65890          | Baudenkmal     | Bauernhof |
| Gartenstraße Westlicher Ortseingang, südlich der Hauptstraße (Karte) | Wohnhaus    |              | 094 65891          | Baudenkmal     | [[Vorlage:Bilderwunsch/code!/C:51.631724,11.703937!/D:Gartenstraße Westlicher Ortseingang, südlich der Hauptstraße,!/\|BW]] |

### Reidewitz
| Lage                        | Bezeichnung | Beschreibung | Erfassungs- nummer | Ausweisungsart | Bild |
| --------------------------- | ----------- | ------------ | ------------------ | -------------- | ---- |
| westlicher Ortsrand (Karte) | Mühlenhof   |              | 094 65743          | Baudenkmal     | BW   |

### Rottelsdorf
| Lage                                                                                               | Bezeichnung  | Beschreibung          | Erfassungs- nummer | Ausweisungsart | Bild |
| -------------------------------------------------------------------------------------------------- | ------------ | --------------------- | ------------------ | -------------- | --- |
| Beesenstedter Weg o. Nr. Eichendorffstraße 13, 14 Marktstraße 1, 1a, 2, 3, 4, 4a, 5 bis 10 (Karte) | Häusergruppe |                       | 094 65441          | Denkmalbereich | [[Vorlage:Bilderwunsch/code!/C:51.582607,11.680296!/D:Beesenstedter Weg o. Nr. Eichendorffstraße 13, 14 Marktstraße 1, 1a, 2, 3, 4, 4a, 5 bis 10,!/\|BW]] |
| Eichendorffstraße Südlicher Ortsausgang (Karte)                                                    | Friedhof     |                       | 094 65440          | Baudenkmal     | [[Vorlage:Bilderwunsch/code!/C:51.580317,11.68116!/D:Eichendorffstraße Südlicher Ortsausgang,!/\|BW]]                                                     |
| Eichendorffstraße (Karte)                                                                          | Kirche       | Sankt Simon und Judas | 094 08190          | Baudenkmal     | Weitere Bilder |
| Eichendorffstraße 6 (Karte)                                                                        | Bauernhof    |                       | 094 65442          | Baudenkmal     | BW |
| Eichendorffstraße 13 (Karte)                                                                       | Bauernhof    |                       | 094 65443          | Baudenkmal     | BW |
| Eichendorffstraße 17 (Karte)                                                                       | Pfarrhof     |                       | 094 65444          | Baudenkmal     | BW |
| Marktstraße 1, 1a, 2 (Karte)                                                                       | Bauernhof    |                       | 094 65445          | Baudenkmal     | BW |
| Marktstraße 10 Nähe Museumshof (Karte)                                                             | Wohnhaus     |                       | 094 65449          | Baudenkmal     | BW |
| Marktstraße 3, 4, 4a (Karte)                                                                       | Bauernhof    |                       | 094 65446          | Baudenkmal     | BW |
| Marktstraße 5, 6, 7 (Karte)                                                                        | Bauernhof    |                       | 094 65447          | Baudenkmal     | BW |
| Marktstraße 8, 9 (Karte)                                                                           | Bauernhof    |                       | 094 65448          | Baudenkmal     | BW |

### Siersleben
| Lage | Bezeichnung              | Beschreibung | Erfassungs- nummer | Ausweisungsart | Bild |
| --- | ------------------------ | --- | ------------------ | -------------- | --- |
| Mittelstraße 7, 30, 31 (Karte) | Straßenzug               | | 094 65344          | Denkmalbereich | BW |
| Park des Friedens 1 bis 14 (Karte) | Siedlung                 | | 094 75571          | Denkmalbereich | BW |
| Nördlich von Siersleben, östlich der B 180, Gemarkung Siersleben, Flur 2, Flurstück 85, Gemarkung Hettstedt, Flur 24, Flurstück 573/105 (Karte) | Bergbauanlage            | Niewandt-Schacht | 094 10232          | Baudenkmal     | Bergbauanlage |
| Mansfelder Mulde Haldenlandschaft (Karte) | Eisenbahnanlage          | Mansfelder Bergwerksbahn | 107 40007          | Baudenkmal     | Weitere Bilder |
| Koordinaten fehlen! Hilf mit. | Mansfelder Bergwerksbahn | ab 1880 angelegte Eisenbahnanlage, 2017 als Denkmal ausgewiesen | 094 30643          | Baudenkmal     | |
| Augsdorfer Straße Auf einer leichten Anhöhe (Karte)                                                                                             | Sankt-Andreas-Kirche     | Die Kirche St. Andreas liegt auf einer Anhöhe am südlichen Rande des Ortes. Zur Kirche gehört ein Kirchhof und eine Kirchhofmauer mit einem Eingangsportal. Der untere Teil der Kirche stammt wahrscheinlich aus der Zeit um 1230, der obere Teil wurde im dritten Viertel des 13. Jahrhunderts hinzugefügt. Um 1900 wurde die Kirche umgebaut. Die Kirche hat einen Rechtecksturm im Westen und einen dreiseitigen Chorschluss. Im Inneren befindet sich eine zweigeschossige Empore, ein barocker Kanzelaltar, eine Sakramentennische mit dem Datum 1484. die Orgel stammt aus dem jahr 1892, der Orgelbauer war Friedrich Ladegast aus Weißenfels. Auf dem Kirchhof befinden sich barocke Grabsteine. | 094 08195          | Baudenkmal     | Weitere Bilder |
| Klostermansfelder Straße Friedhof (Karte) | Feierhalle               | Die Feierhalte wurde um 1900 erbaut und ist original erhalten. Es ist ein Saalbau aus Fachwerk mit einem Satteldach. Rechts und links befinden sich Engel und die Inschrift: Sei getreu bis in den Tod so will Ich Dir die Krone des ewigen Lebens geben und HIOB K 19 Aber ich weiss, dass mein Erlöser lebt er wird mich hernach aus der Erde auferwecken. | 094 65341          | Baudenkmal     | Feierhalle |
| Klostermansfelder Straße 8 (Karte) | Villa                    | | 094 65342          | Baudenkmal     | Villa |
| Mittelstraße Ecke Schulstraße Kreuzung in Ortsmitte (Karte)                                                                                     | Kriegerdenkmal           | Das Kriegerdenkmal wurde nach dem Ersten Weltkrieg für die Gefallenen des Ersten Weltkrieges aufgestellt. Es ist ein Obelisk mit einer Einfriedung. Auf dem Obelisk befindet sich die Inschrift: Seid treu wie sie verzagt nicht. | 094 75572          | Baudenkmal     | Kriegerdenkmal |
| Mittelstraße 1 Ecke Hauptstraße Kreuzung in der Ortsmitte (Karte)                                                                               | Bauernhaus               | | 094 75575          | Baudenkmal     | Bauernhaus |
| Mittelstraße 31 Rückseite zur Teichstraße, gegenüber dem Pfarrhof (Karte)                                                                       | Bauernhof                | | 094 65345          | Baudenkmal     | [[Vorlage:Bilderwunsch/code!/C:51.603216,11.545274!/D:Mittelstraße 31 Rückseite zur Teichstraße, gegenüber dem Pfarrhof,!/\|BW]] |
| Teichstraße 29 Nördlich der Kirche (Karte) | Pfarrhof                 | | 094 75574          | Baudenkmal     | Pfarrhof |

### Thaldorf
| Lage                                       | Bezeichnung | Beschreibung | Erfassungs- nummer | Ausweisungsart | Bild           |
| ------------------------------------------ | ----------- | ------------ | ------------------ | -------------- | -------------- |
| Auf einem Hügel nördlich des Ortes (Karte) | Kirche      | St. Wenzel   | 094 65893          | Baudenkmal     | Weitere Bilder |
| Winkel 6 (Karte)                           | Bauernhof   |              | 094 65892          | Baudenkmal     | BW             |

### Thondorf
| Lage                                                   | Bezeichnung              | Beschreibung | Erfassungs- nummer | Ausweisungsart | Bild           |
| ------------------------------------------------------ | ------------------------ | --- | ------------------ | -------------- | -------------- |
| (Karte)                                                | Mansfelder Bergwerksbahn | ab 1880 angelegte Eisenbahnanlage, 2017 als Denkmal ausgewiesen                                                                           | 094 30642          | Baudenkmal     | BW             |
| Schenkplatz Thondorf Friedhof                          | Grabmal                  | | 094 65343          | Baudenkmal     |                |
| Sierslebener Straße 1 bis 8, 12, 21, 24 bis 29 (Karte) | Ortskern                 | | 094 65346          | Denkmalbereich | BW             |
| Sierslebener Straße (Karte)                            | Kirche                   | Ruine der ehemaligen Kirche St. Georg. Der Turm hat noch sein Dach, vom Kirchenschiff stehen dagegen nur noch einige Mauern (siehe Foto). | 094 75568          | Baudenkmal     | Weitere Bilder |
| Sierslebener Straße 25 Gegenüber der Kirche            | Gutshof                  | Gutshof Weitzel, Schneidewindsches Gut | 094 75569          | Baudenkmal     |                |

### Welfesholz
| Lage                                                                       | Bezeichnung           | Beschreibung                                | Erfassungs- nummer | Ausweisungsart               | Bild                 |
| -------------------------------------------------------------------------- | --------------------- | ------------------------------------------- | ------------------ | ---------------------------- | -------------------- |
| Östlicher Ortseingang (Karte)                                              | Steinkreuz Welfesholz | Gedenkstein                                 | 094 65187          | Kleindenkmal                 | Weitere Bilder       |
| Zwischen Hettstedt, Welfesholz und Gerbstedt                               | Haldenlandschaft      |                                             | 107 40039          |                              |                      |
| Südlich von Welfesholz                                                     | Haldenlandschaft      | Lichtlochhaldenzug Zabenstedter Stollen     | 107 40052          | Baudenkmal                   |                      |
| Östlich von Welfesholz                                                     | Haldenlandschaft      | Lichtlochhaldenzug Johann-Friedrich-Stollen | 107 40054          | Baudenkmal                   |                      |
| Westlich des Ortes (Karte)                                                 | Haldenlandschaft      | Lichtlochhaldenzug Hoheiter Stollen         | 107 40059          | Baudenkmal                   | Haldenlandschaft     |
| Dorfstraße 1, Gemarkung Welfesholz, Flur 4, Flurstück 189/0, 185 teilweise | Empfangsgebäude       | Empfangsgebäude                             | 107 40096 015      | Teilobjekt eines Baudenkmals |                      |
| Dorfstraße 30, 31, 32, 32a, 33, 33a, 34, 35, 38 (Karte)                    | Rittergut Welfesholz  | Rittergut                                   | 094 65188          | Baudenkmal                   | Rittergut Welfesholz |
| Dorfstraße 32, In der Sachgesamtheit des Rittergutes                       | Kapelle               | Kapelle                                     | 094 65188 001      | Teilobjekt eines Baudenkmals |                      |

### Zabenstedt
| Lage                         | Bezeichnung      | Beschreibung                                          | Erfassungs- nummer | Ausweisungsart | Bild                                                                                |
| ---------------------------- | ---------------- | ----------------------------------------------------- | ------------------ | -------------- | ----------------------------------------------------------------------------------- |
| Nordwestlich von Zabenstedt  | Haldenlandschaft | Lichtlochhaldenzug Zabenstedter Stollen               | 107 40049          | Baudenkmal     |                                                                                     |
| Nordwestlich von Zabenstedt  | Mundloch         | Mundloch Zabenstedter Stollen                         | 107 40048          | Baudenkmal     |                                                                                     |
| Bergstraße 16 (Karte)        | Bauernhof        |                                                       | 094 65001          | Baudenkmal     | BW                                                                                  |
| Hauptstraße (Karte)          | Mühlenhof        |                                                       | 094 65003          | Baudenkmal     | BW                                                                                  |
| Kirchstraße Kirchhof (Karte) | Gedenkstein      |                                                       | 094 65004          | Kleindenkmal   | [[Vorlage:Bilderwunsch/code!/C:51.620748,11.670511!/D:Kirchstraße Kirchhof,!/\|BW]] |
| Kirchstraße (Karte)          | Kirche           | Die verputzte Saalkirche stammt aus der Zeit um 1500. | 094 65005          | Baudenkmal     | Weitere Bilder                                                                      |
| Siedlung 1 (Karte)           | Bauernhof        |                                                       | 094 65006          | Baudenkmal     | BW                                                                                  |
| Wasserweg 4 (Karte)          | Bauernhof        |                                                       | 094 65007          | Baudenkmal     | BW                                                                                  |

### Zabitz
| Lage                  | Bezeichnung | Beschreibung | Erfassungs- nummer | Ausweisungsart | Bild |
| --------------------- | ----------- | ------------ | ------------------ | -------------- | ---- |
| Feldstraße 23 (Karte) | Gutshof     | Gutshof      | 094 65744          | Baudenkmal     | BW   |

## Ehemalige Kulturdenkmale nach Ortsteilen
Die nachfolgenden Objekte waren ursprünglich ebenfalls denkmalgeschützt oder wurden in der Literatur als Kulturdenkmale geführt. Die Denkmale bestehen heute jedoch nicht mehr, ihre Unterschutzstellung wurde aufgehoben oder sie werden nicht mehr als Denkmale betrachtet.

### Augsdorf
| Lage                                                                                                  | Bezeichnung            | Beschreibung  | Erfassungs- nummer | Ausweisungsart | Bild                   |
| --- | ---------------------- | ------------- | ------------------ | -------------- | ---------------------- |
| teils auf Augsdorfer Gebiet (Altkreis Eisleben), teils auf Heiligenthaler Gebiet (Altkreis Hettstedt) | Otto-Brosowski-Schacht | Bergbauanlage | 094 10182          | Baudenkmal     | Otto-Brosowski-Schacht |

### Bösenburg
| Lage                          | Bezeichnung | Beschreibung | Erfassungs- nummer | Ausweisungsart | Bild |
| ----------------------------- | ----------- | ------------ | ------------------ | -------------- | ---- |
| Koordinaten fehlen! Hilf mit. | Burg        |              | 094 08046          | Baudenkmal     |      |

### Gerbstedt
| Lage                                                       | Bezeichnung | Beschreibung                                                                                | Erfassungs- nummer | Ausweisungsart | Bild |
| ---------------------------------------------------------- | ----------- | ------------------------------------------------------------------------------------------- | ------------------ | -------------- | --- |
| Bahnhofstraße 2 (Karte)                                    | Wohnhaus    | Wohnhaus 2024 aus dem Denkmalverzeichnis gestrichen.                                        | 094 65768          | Baudenkmal     | BW |
| Freie Straße Freie Straße/Ecke Zabenstedter Straße (Karte) | Lager       | Lager Im Jahr 2021 nach einer genehmigten Zerstörung aus dem Denkmalverzeichnis gestrichen. | 094 65781          | Baudenkmal     | [[Vorlage:Bilderwunsch/code!/C:51.629753,11.631963!/D:Freie Straße Freie Straße/Ecke Zabenstedter Straße,!/\|BW]] |
| Hettstedter Straße 42                                      | Wohnhaus    |                                                                                             | 094 65789          | Baudenkmal     | |
| Schillerplatz 5 (Karte)                                    | Wohnhaus    | Wohnhaus Nach Abbruch im November 2020 aus dem Denkmalverzeichnis ausgetragen.              | 094 65817          | Baudenkmal     | BW |

### Thondorf
| Lage                                | Bezeichnung  | Beschreibung | Erfassungs- nummer | Ausweisungsart | Bild |
| ----------------------------------- | ------------ | ------------ | ------------------ | -------------- | ---- |
| Hettstedter Weg am Ortsrand (Karte) | Siedlung     |              | 094 75567          | Denkmalbereich | BW   |
| Schenkplatz Friedhof (Karte)        | Gedenkstätte |              | 094 08066          | Baudenkmal     | BW   |

### Zabenstedt
| Lage                  | Bezeichnung | Beschreibung | Erfassungs- nummer | Ausweisungsart | Bild |
| --------------------- | ----------- | --- | ------------------ | -------------- | ---- |
| Bergstraße 13, 15, 17 | Bauernhof   | Bauernhaus aus dem 17./18. Jahrhundert, nach Abbruch wichtiger Teile ist die Denkmaleigenschaft erloschen. Im Jahr 2017 erfolgte die Austragung aus dem Denkmalverzeichnis. | 094 65002          | Baudenkmal     |      |

## Legende
In den Spalten befinden sich folgende Informationen:
- Lage: Nennt den Straßennamen und wenn vorhanden die Hausnummer des Kulturdenkmals. Die Grundsortierung der Liste erfolgt nach dieser Adresse. Der Link „Karte“ führt zu verschiedenen Kartendarstellungen und nennt die geographischen Koordinaten.
Link zu einem Kartenansichtstool, um Koordinaten zu setzen. In der Kartenansicht sind Baudenkmale ohne Koordinaten mit einem roten bzw. orangen Marker dargestellt und können in der Karte gesetzt werden. Baudenkmale ohne Bild sind mit einem blauen bzw. roten Marker gekennzeichnet, Baudenkmale mit Bild mit einem grünen bzw. orangen Marker.
- Offizielle Bezeichnung: Nennt den Namen, die Bezeichnung oder zumindest die Art des Kulturdenkmals und verlinkt, soweit vorhanden, auf den Artikel zum Objekt.
- Beschreibung: Nennt bauliche und geschichtliche Einzelheiten des Kulturdenkmals, vorzugsweise die Denkmaleigenschaften.
- Erfassungsnummer: Für jedes Kulturdenkmal wird in Sachsen-Anhalt eine 20stellige Erfassungsnummer vergeben. Die letzten zwölf Ziffern werden für die Untergliederung nach Teilobjekten genutzt und werden nur angegeben, soweit vergeben. In dieser Spalte kann sich folgendes Icon  befinden, dies führt zu Angaben zu diesem Baudenkmal bei Wikidata.
- Ausweisungsart: Die Einordnung des Denkmales nach § 2 Abs. 2 DenkmSchG LSA
- Bild: Ein Bild des Denkmales, und gegebenenfalls einen Link zu weiteren Fotos des Kulturdenkmals im Medienarchiv Wikimedia Commons. Wenn man auf das Kamerasymbol klickt, können Fotos zu Kulturdenkmalen aus dieser Liste hochgeladen werden: